# Antonio Maffei Rosal
Antonio Maffei Rosal   (Bordeus, c. 1817 - Madrid, 17 de desembre de 1868) va ser un pintor i professor d'art espanyol.
Va néixer a Bordeus el 1817, fill de pares espanyols. Germà del també pintor Francisco Maffei. Retornat en la infància a Madrid, va iniciar els estudis d'art en la seva joventut a la Reial Acadèmia de Belles Arts de Sant Ferran, on va rebre premis i distincions dels seus mestres. Va ser també deixeble particular de José Aparicio.
Va especialitzar-se en els retrats, sobretot de l'aristocràcia i la reialesa, però com no era prou per a la seva subsistència, va combinar-ho també amb l'ensenyament com a professor de dibuix. Va ser el primer professor de dibuix topogràfic amb ploma a Madrid, un sistema llavors pràcticament desconegut a Espanya el 1846, quan va fundar la seva acadèmia. Pels seus mèrits el 10 de juny de 1851 va ser nomenat ajudant d'estudis menors de dibuix a l'Acadèmia de Sant Ferran, i traslladat el 18 de març de 1857 a l'Escola de Belles Arts com a professor d'estudis elementals. Més endavant va ser professor de la mateixa matèria a l'Escola Especial de Pintura, Escultura i Gravat.
A banda de la seva activitat privada, va participar en la iniciativa de la sèrie cronològica dels reis d'Espanya amb el retrat de Ferran I de Lleó, actualment propietat del Museu del Prado. També va distingir-se com a miniaturista, el 1851 va fer un retrat del difunt príncep d'Astúries, que va dedicar a la reina Isabel II, cosa que li va valer el nomenament de pintor de cambra.
Val a dir que Maffei també va presentar les seves obres a exposicions de liceus i institucions diverses, on va ser premiat i va rebre medalles. Entre d'altres, va participar en l'Exposició organitzada el 1838 pel Liceu Artístic i Literari, institució de la que era soci.
Va morir el 17 de desembre de 1868.